# 罗特巴赫大桥 (1984年通车)
罗特巴赫大桥（德語：Rotbachbrücke）是瑞士东北部的一座公路橋，位于外阿彭策尔州与内阿彭策尔州边界，跨过锡特河的支流罗特巴赫河，为此处的第二代桥梁，建于旧桥的北侧，1982年开始建造，1984年9月27日建成通车，为三跨梁桥，全长155米，宽10.2米，主跨61米。